# Championnat de Finlande de hockey sur glace 1934-1935
Saison précédente Saison suivante
La saison 1934-1935 est la septième saison de la SM-sarja.
Le HJK Helsinki remporte le 7e titre de champion de Finlande en terminant à la première place du classement.

## Déroulement

### Classement
| Clt   | Équipe        | PJ | V | D | N | BP | BC | Diff | Pts |
| ----- | ------------- | -- | - | - | - | -- | -- | ---- | --- |
| +001, | HJK Helsinki  | 4  | 2 | 1 | 1 | 10 | 7  | +3   | 5   |
| +002, | Ilves Tampere | 4  | 2 | 0 | 2 | 8  | 9  | -1   | 4   |
| +003, | HSK Helsinki  | 4  | 1 | 1 | 2 | 8  | 10 | -2   | 3   |

- Champion de Finlande
- Barrage de promotion-relégation
- Relégué en I-divisionna

### Meilleurs pointeurs
Cette section présente les meilleurs pointeurs de la saison.
| Clt | Joueur             | Équipe        | PJ | B | A | Pts | Pun |
| --- | ------------------ | ------------- | -- | - | - | --- | --- |
| 1   | Jussi Tiitola      | Ilves Tampere | 4  | 4 | 4 | 8   | 0   |
| 2   | Heikki Katajavuori | HJK Helsinki  | 4  | 3 | 1 | 4   | 0   |
| 3   | Rolf Lauren        | HSK Helsinki  | 4  | 2 | 2 | 4   | 0   |
| 4   | Risto Tiitola      | Ilves Tampere | 4  | 2 | 2 | 4   | 0   |